# Cantone di Bavay
Il Cantone di Bavay era una divisione amministrativa dell'arrondissement di Avesnes-sur-Helpe.
È stato soppresso a seguito della riforma complessiva dei cantoni del 2014, che è entrata in vigore con le elezioni dipartimentali del 2015.
Comprendeva i comuni di:
- Amfroipret
- Audignies
- Bavay
- Bellignies
- Bermeries
- Bettrechies
- Feignies
- La Flamengrie
- Gussignies
- Hon-Hergies
- Houdain-lez-Bavay
- La Longueville
- Mecquignies
- Obies
- Saint-Waast
- Taisnières-sur-Hon